# Porevit

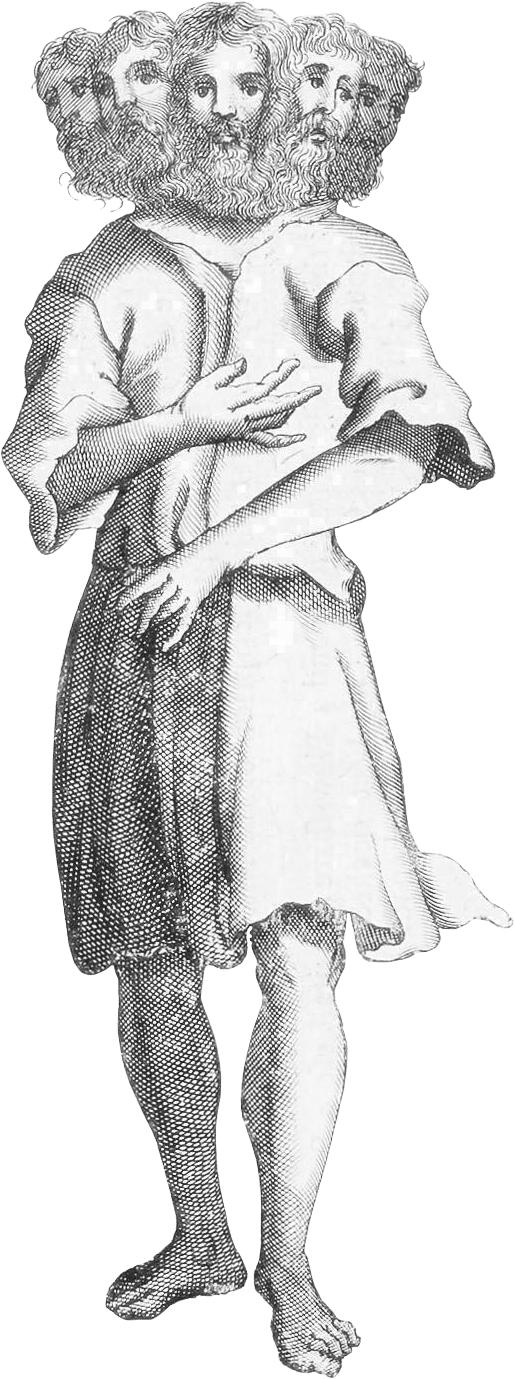
Porevit – Fantasiedarstellung aus dem 17. Jahrhundert

Porevit war eine lokale Gottheit der Ranen auf der Insel Rügen. Das Standbild des Porevit befand sich neben denen von Rugievit und Porenut in Charenza, einem slawischen Burgwall bei Venz (Gemeinde Trent). Alle drei Standbilder wurden im Juni 1168 im Beisein und auf Befehl des dänischen Bischofs Absalon von Roskilde, der auch der Heerführer des dänischen Königs Waldemar I. war, zerstört.
Unter dem Druck christlicher Missionierungsversuche hatte sich bei den Ostseeslawen ein Tempelkult und eine Priesterschaft herausgebildet, was in anderen slawischen Siedlungsgebieten nicht üblich war. Neben dem Hauptheiligtum des auch auf dem Festland verehrten Svantevit in der Tempelburg Arkona sind auf der Insel Rügen weitere Standorte mit Statuen von Nebengöttern überliefert. Neben der Herthaburg, in der sehr wahrscheinlich der Schwarze Gott Tjarnaglofi verehrt wurde, ist vor allem die Tempel-, Flucht- und Fürstenburg Charenza durch schriftliche Überlieferungen aus dem 12. Jahrhundert bekannt geworden. Berichte hierzu liegen von Saxo Grammaticus in seinem Werk Gesta Danorum (Buch XIV, Kapitel 39), Helmold von Bosau in seiner Slawenchronik und in der Knýtlinga saga vor.  
Besonders Saxo Grammaticus beschreibt detailliert das Aussehen und die Zerstörung der überlebensgroßen mehrköpfigen Holzstatuen in Charenza, die Ausdruck der polytheistische Religion der Ranen waren:

„Das größere Heiligtum war in der Mitte des dazugehörigen Vorraumes gelegen, aber beide, der Vorraum wie das Heiligtum, wurden statt der Wände von Purpurdecken umschlossen, da der First des Daches nur auf Säulen ruhte. Die Diener beraubten daher zunächst den Vorraum seines Schmuckes und legten dann Hand an die Hüllen des Innenraumes. Nachdem diese entfernt waren, war das aus Eichenholz hergestellte Götzenbild, das sie Rugiewit nannten, von allen Seiten her sichtbar; aber es war wegen seiner Entstellung nur unter lautem Gespött anzuschauen. Denn die Schwalben, die ihre Nester unterhalb des Kinnes des Götzen angebaut hatten, hatten die Brust des Götzenbildes mit zahlreichen Kothaufen bedeckt. Eine würdige Gottheit, deren Bild von den Vögeln so entstellt und besudelt wurde! Außerdem saßen an dem Kopfe sieben menschenähnliche Gesichter, die sämtlich unter einem Schädeldach steckten. Ebenso viele wirkliche Schwerter, die nebst den Scheiden an einem einzigen Gürtel hingen, hatte der Künstler der Seite des Bildes angefügt; ein achtes Schwert hielt der Götze gezückt in seiner Rechten. Dieses war der Faust durch einen eisernen Nagel so fest eingefügt, dass es nur durch Abhauen der Hand entfernt werden konnte. Dieser Umstand bot Gelegenheit, die Hand zu zertrümmern.
Der Umfang des Bildes ging über das menschliche Körpermaß hinaus. Seine Länge aber war so groß, dass Absolon, sich auf die Zehen stellend, kaum das Kinn des Bildes mit der Streitaxt, die er in der Hand zu tragen pflegte, erreichte. Man glaubte, dass diese Gottheit, wie wenn sie mit den Kräften eines Mars ausgestattet wäre, die Kriege lenkte. An diesem Bilde war nichts Liebliches zu schauen, da die Linienführung ungeschliffen war und durch entstellende Formen anwiderte.
Schon begannen die Diener unter größter Erregung der ganzen Bevölkerung die Äxte an die Beine des Bildes zu legen, und als diese abgehauen waren, stürzte der Körper unter lautem Krachen zu Boden. Bei diesem Anblick verspotteten die Einwohner die Kräfte ihres Götzen und vertauschten die Ehrfurcht mit Verachtung.
Und nicht zufrieden mit der Vernichtung dieses Götzen, streckten die Diener ihre Hände noch eifriger nach dem Götzenbild des Porewit aus, der in dem nächsten Gebäude verehrt wurde. Dieses war mit fünf Köpfen versehen, trug aber keine Waffen.
Nachdem auch dieses Bild unten abgehauen war, wurde der Tempel des Porenut aufgesucht. Dessen Bildsäule zeigte vier Gesichter, während ein fünftes der Brust eingefügt war; die Linke berührte die Stirn und die Rechte das Kinn dieses fünften Gesichtes. Auch dieses Bild wurde durch die Diener mit Beilen umgehauen und brach zusammen.“

Über die religiöse Bedeutung der einzelnen Nebengötter ist wenig bekannt, meist wird mit sehr unterschiedlichen Ergebnissen versucht, aus sprachwissenschaftlicher Sicht eine Bedeutung herzuleiten. Es ist bisher auch nicht archäologisch geklärt, ob der Burgwall um die schon hier vorhandenen Heiligtümer herum errichtet wurde oder ob die drei Standbilder später hierher in Sicherheit gebracht wurden. Es war eine Zeit von jahrzehntelangen  gegenseitigen Überfällen und kriegerischen Auseinandersetzungen besonders mit Dänemark.